# Istituto internazionale di diritto umanitario
L'Istituto internazionale di diritto umanitario è un'organizzazione umanitaria, indipendente e senza scopo di lucro fondata a Sanremo nel 1970. Riconosciuto dal Ministero degli Affari Esteri come ente a carattere internazionalistico ai sensi della legge 20 dicembre 1982, n. 948, ha la propria sede operativa presso la Villa Ormond ed un ufficio di collegamento in Svizzera a Ginevra. Principale attività dell'Istituto è la promozione, l'insegnamento e lo sviluppo del diritto internazionale umanitario, dei diritti umani, del diritto dei rifugiati, e di tutte le discipline correlate.
Dal settembre 2024 il Presidente è il Generale di Corpo d'Armata (ris.) Giorgio Battisti. Presidente onorario, già Presidente dell'Istituto dal gennaio 2012 al settembre 2019, è il giurista Fausto Pocar.

## Statuto ed obiettivi
Grazie alla sua specifica, collaudata esperienza, l'Istituto ha acquisito a livello internazionale la reputazione di centro di eccellenza, nel campo della formazione e della ricerca, per la diffusione del diritto internazionale umanitario in tutti i suoi aspetti.
L'Istituto opera in stretto collegamento con le principali Organizzazioni internazionali a vocazione umanitaria. Mantiene rapporti di intensa cooperazione con il Comitato internazionale della Croce Rossa (CICR), l'Alto commissariato delle Nazioni Unite per i rifugiati (UNHCR), l'Organizzazione Internazionale per le Migrazioni (OIM). Ha status consultivo presso il Consiglio economico e sociale delle Nazioni Unite (ECOSOC) ed intrattiene relazioni operative con l'Unione europea, l'UNESCO, la NATO, l'Organizzazione Internazionale della Francofonia (OIF), la Federazione internazionale delle società di Croce Rossa e Mezzaluna Rossa.
Il Comune di Sanremo e la Croce Rossa Italiana sono membri di diritto del consiglio dell'Istituto.

## Membri ed organizzazione
Membri dell'Istituto sono persone di diverse nazionalità, che, ai sensi dello Statuto, si siano distinte per competenza e attività nei settori in cui si esplica l'impegno dell'ente. Possono essere altresì ammessi in qualità di membri gli enti che contribuiscano significativamente alle attività dell'Istituto. Hanno titolo infine ad essere accolti in qualità di membri associati, senza diritto di voto, le persone qualificate e gli enti pubblici e privati che contribuiscono all'attività dell'Istituto, nonché gli Stati e le organizzazioni intergovernative internazionali.
L'assemblea generale stabilisce e dirige la politica generale dell'Istituto. Il consiglio, eletto dall'assemblea generale, controlla la gestione dell'Istituto, ne determina il programma di lavoro e procede all'elezione del presidente, dei vice presidenti ed alla nomina del Segretario Generale, che formano il comitato esecutivo. L'ambasciatore Maurizio Moreno, già rappresentante permanente d''Italia presso la NATO, ha presieduto l'Istituto dal settembre 2007 al 2011 rilanciandone fortemente l'attività.
Eminenti personalità dai circoli accademici e diplomatici, studiosi ed esperti internazionali provenienti dalle diverse regioni del mondo fanno parte del Consiglio direttivo dell'Istituto:
Vice presidenti:
- Amb. Marja LEHTO (Finlandia), Senior expert di diritto internazionale,
- Col. Carl MARCHAND (Svizzera), Responsabile della sezione per il Diritto internazionale umanitario e diritti umani dell'Esercito svizzero
- Gen. (ris) Jan Peter SPIJK (Paesi Bassi), Presidente onorario della Società internazionale per il diritto militare e il diritto di guerra

Membri:
- Dr. Vidar BIRKELAND (Norvegia), Avvocato e Medico (MD); Consulente speciale, Statnett SF
- Prof. Michael BOTHE (Germania), Professore emerito dell'Università J.W. Goethe, Francoforte sul Meno
- Professor Geoffrey S. CORN (Stati Uniti), Prof. di diritto penale e direttore del Centro per il diritto e la politica militare, Texas Tech University School of Law
- Gen. Dr. Karl EDLINGER (Austria), Consigliere giuridico delle Forze armate austriache
- Prof. Chris JENKS (Stati Uniti), Consulente giuridico per il diritto internazionale umanitario presso il Judge Advocate General dell'esercito statunitense
- Prof. Nils MELZER (Svizzera), Direttore del Diritto Internazionale, Politica e Diplomazia Umanitaria presso il CICR; Cattedra di Diritti Umani all'Accademia di Diritto Internazionale e Diritti Umani di Ginevra, già Special Rapporteur delle Nazioni Unite per la Tortura
- Prof. Marco PEDRAZZI (Italia), Professore ordinario di Diritto internazionale, Università di Milano
- Gen. Darren STEWART OBE (Regno Unito), Consulente giuridico, Centro per lo sviluppo, i concetti e la dottrina del Ministero della Difesa britannico
- Prof. Bakhtiyar TUZMUKHAMEDOV (Russia), Vicepresidente dell'Associazione russa di diritto internazionale
- Prof. Gabriella VENTURINI (Italia), Professore emerito, Università degli Studi di Milano
- Dr. John YOUNG (Stati Uniti), Responsabile per la formazione e lo sviluppo della protezione, Centro globale di apprendimento e sviluppo dell'Alto Commissariato delle Nazioni Unite per i Rifugiati
- COMUNE  DI SANREMO (membro ex officio)
- CROCE ROSSA ITALIANA (membro ex officio)

## Attività

### Formazione di personale civile e militare
L'Istituto organizza ogni anno, con un approccio multidisciplinare e pratico, corsi di insegnamento, di formazione e di perfezionamento nel campo del diritto internazionale umanitario, dei diritti dell'uomo, del diritto dei rifugiati e del diritto delle migrazioni, a favore di personale militare, di funzionari di governi e di organizzazioni internazionali, diplomatici, esperti, rappresentanti di organizzazioni non governative e studenti provenienti da tutti i continenti. I corsi, organizzati con la collaborazione delle organizzazioni internazionali e dei paesi interessati, sono impartiti in varie lingue (francese, inglese, spagnolo, arabo, cinese ecc.) da un qualificato corpo di docenti di diverse nazionalità.

### Organizzazione di conferenze, seminari tematici, tavole rotonde
Tali incontri costituiscono per la comunità internazionale un'apprezzata, periodica occasione di dialogo e di riflessione sui temi del diritto internazionale umanitario. Essi permettono a personalità del mondo scientifico, diplomatico, istituzionale, militare di approfondire, in un contesto informale ed in chiave prospettica, le problematiche di maggiore attualità inerenti alla promozione, al rispetto e all'evoluzione del diritto internazionale umanitario. Quasi quarant'anni di incontri, sotto l'egida dell'Istituto, su tutti i principali temi del diritto umanitario, hanno concorso, con l'intensa attività svolta sul piano accademico, a dar vita a quello che nel mondo va sotto il nome di “dialogo umanitario nello spirito di Sanremo”.

### Ricerca e pubblicazioni
L'Istituto è impegnato in attività di ricerca, studio ed analisi. Cura la pubblicazione di testi, saggi e monografie che hanno lo scopo di contribuire alla conoscenza delle tematiche inerenti al diritto internazionale umanitario nei suoi diversi aspetti. 
Il Manuale di Sanremo sul diritto internazionale applicabile nei conflitti armati in mare (The Sanremo Manual on International Law applicable to Armed Conflict at Sea), elaborato tra il 1988 ed il 1994, resta ancora oggi il Manuale più utilizzato nelle Accademie Militari Navali di tutto il mondo ed è considerato un testo di riferimento a livello mondiale. 
Il Manuale sul diritto internazionale applicabile nei conflitti armati non internazionali (The Manual on the Law of Non-International Armed Conflict), pubblicato nel marzo 2006, riflette gli sviluppi registrati dalle regole umanitarie in una fase in cui i conflitti sempre più di frequente si allontanano dal modello classico della guerra tra Stati disciplinata dalle Convenzioni dell'Aja e dei Protocolli di Ginevra. 
Infine la fonte più autorevole sulle regole d'ingaggio a livello internazionale è il "Sanremo Handbook on the Rules of Engagement (RoE)", pubblicato nel novembre 2009 sulla scorta della pluridecennale esperienza dell'Istituto.
L'Istituto ha lanciato, da oltre dieci anni, una collana di pubblicazioni riguardante i lavori delle principali Tavole Rotonde. Diffonde ogni tre mesi una “newsletter” e bollettini informativi concernenti specifiche attività.